# Andrea Piccolo
Andrea Piccolo (ur. 23 marca 2001 w Magencie) – włoski kolarz szosowy.

## Osiągnięcia
Opracowano na podstawie:

2018
- 2. miejsce w Trophée Centre Morbihan
  - 1. miejsce w klasyfikacji młodzieżowej
  - 1. miejsce w klasyfikacji górskiej
- 1. miejsce w mistrzostwach Włoch juniorów (jazda indywidualna na czas)
- 3. miejsce w Giro del Nordest d’Italia
  - 1. miejsce w klasyfikacji młodzieżowej
- 1. miejsce w Trofeo Emilio Paganessi
- 3. miejsce w mistrzostwach świata juniorów (jazda indywidualna na czas)

2019
- 3. miejsce w Wyścigu Pokoju Juniorów
- 2. miejsce w mistrzostwach Włoch juniorów (start wspólny)
- 1. miejsce w mistrzostwach Włoch juniorów (jazda indywidualna na czas)
- 1. miejsce w mistrzostwach Europy juniorów (jazda indywidualna na czas)
- 3. miejsce w mistrzostwach Europy juniorów (start wspólny)
- 1. miejsce w Giro della Lunigiana

2020
- 2. miejsce w mistrzostwach Włoch U23 (jazda indywidualna na czas)

2021
- 2. miejsce w GP Capodarco
- 1. miejsce w Ruota d’Oro

2022
- 2. miejsce w Circuito de Getxo
- 3. miejsce w Coppa Agostoni
- 2. miejsce w Japan Cup

## Rankingi
| Rok             | 2020  | 2021 | 2022 | 2023  | 2024  |
| --------------- | ----- | ---- | ---- | ----- | ----- |
| World Ranking   | 1080. | 630. | 84.  | 1174. | 1223. |
| UCI Europe Tour | 837.  | 505. | 72.  | -     | -     |
|                 |       |      |      |       |       |
| Źródło: UCI     |       |      |      |       |       |